# Боєва Гора
Бо́єва Гора (рос. Боевая Гора) — село у складі Соль-Ілецького міського округу Оренбурзької області, Росія.

## Палеонтологія
У відкладах раннього тріасового періоду (нижній оленецький ярус) біля села знайдено викопний зразок темноспондила Wetlugasaurus.

## Населення
Населення — 653 особи (2010; 721 у 2002).
Національний склад (станом на 2002 рік):
- росіяни — 48 %
- казахи — 46 %